# Roncola
Roncola település Olaszországban, Lombardia régióban, Bergamo megyében. Lakosainak száma 861 fő (2023. január 1.). Roncola Caprino Bergamasco, Almenno San Bartolomeo, Bedulita, Capizzone, Costa Valle Imagna, Palazzago, Sant'Omobono Terme, Strozza és Torre de’ Busi községekkel határos.

## Népesség
A település lakossága az elmúlt években az alábbi módon változott:
| Lakosok száma | 762  | 780  | 861  |
|               | 2017 | 2018 | 2023 |